# マックス・デンマーク
マックス・デンマーク（Max Denmark、1999年8月11日 - ）は、香港のラグビー選手。

## プロフィール
- 香港出身。
- ポジションはウィング(WTB)。
- 身長 184cm、体重 83kg
- 香港代表キャップは8（2020年8月現在）。
- 7人制香港代表に選ばれたことがある[1]

## 略歴
2018年、第18回アジア競技大会の7人制香港代表に選ばれて金メダル獲得